# Die Entstehung des modernen Menschen: Die pleistozänen Besiedlungsstätten Südafrikas
Die Welterbestätte „Die Entstehung des modernen Menschen: Die pleistozänen Besiedlungsstätten Südafrikas“ umfasst insgesamt 3 einzelne Stätten, die allesamt einen Beitrag zum Wissen über die Ursprünge und das Verhalten des frühen modernen Menschen leisten. Sie wurden auf der 46. Sitzung des Welterbekomitees im Jahr 2024 zum Weltkulturerbe ernannt.
| Name der Stätte             | Standort | Beschreibung | Schutzzone [ha] | Pufferzone [ha] |
| --------------------------- | -------- | --- | --------------- | --------------- |
| Diepkloof Rock Shelter      | Lage     | Der Diepkloof Rock Shelter in der Region Westkap enthält eine der vollständigsten und kontinuierlichsten archäologischen Sequenzen der Mittelsteinzeit im südlichen Afrika. Diese äußerst gut erhaltenen Funde ermöglichen es, das Leben unserer Vorfahren, die Umwelt, in der sie lebten, und ihre Anpassung an eine sich im Laufe der Jahrtausende verändernde Umwelt im Detail zu rekonstruieren. Neben den Ablagerungen aus der mittleren und jüngeren Steinzeit enthält die Stätte auch Felszeichnungen, die auf die Jäger und Sammler der San, die Hirten der Khoi und die Kolonialzeit zurückgehen. Die Abfolge dieser Felsmalereien, die sich teilweise überschneiden, belegt den langen Zeitraum, in dem die Höhle bewohnt und genutzt wurde. Die Funde von über 400 gravierten Straußeneierschalen, die auf die Zeit vor etwa 60.000 Jahren datiert werden, gehört zu den frühesten bekannten Beispielen von Aufbewahrungs- und Transportgefäßen weltweit. Diese gravierten Fragmente zeigen die frühe Entwicklung einer graphischen Tradition, die Fähigkeit unserer Vorfahren, Muster und Formen zu entwerfen, die in der Natur nicht vorhanden sind, und die komplexe Verwendung von Symbolen zur Vermittlung sozialer Interaktionen. Das frühe Auftauchen verfeinerter Steinwerkzeuge zwischen 100.000 und 74.000 Jahren beweist abstraktes Denken, technologische Innovation und die Fähigkeit, zu planen und Strategien zu entwickeln. | 2,1             | 531             |
| Pinnacle Point Site Complex | Lage     | Die archäologischen Stätten des Pinnacle Point Site Complex zeigen die Besiedlung der Region bereits in der Mittelsteinzeit vor ca. 170.000 bis 40.000 Jahre auf. In Höhle 13B (PP13B) wurden die frühesten Belege für die systematische Ausbeutung von Meeresressourcen (Muscheln) und symbolisches Verhalten dokumentiert. In der Pinnacle Point-Höhle 5–6 (PP5–6), wurden die ältesten Belege für die Wärmebehandlung von Gestein zur Herstellung von Steinwerkzeugen gefunden. | 51              | 416             |
| Sibhudu Cave                | Lage     | Sibudu verfügt über ein umfassendes Zeugnis der Mittelsteinzeit, das mit Hilfe der optisch stimulierten Lumineszenz auf die Zeit vor 77.000 bis 38.000 Jahren datiert wurde. Die Stätte weist eine außergewöhnliche Erhaltung auf und hat frühe Muschelperlen (vor 70.000 Jahren), eine Reihe von frühen Knochenwerkzeugen (vor 77.000 Jahren), einschließlich der ältesten Knochenpfeilspitze der Welt (vor 65.000 Jahren), die weltweit frühesten Belege für die Einstreu von Seggen und anderen Gräsern (vor 77.000 Jahren), die frühesten Belege für die Verwendung von Heilpflanzen (vor 77.000 Jahren) und frühe Belege für die Verwendung einer Vielzahl von zusammengesetzten Klebstoffrezepten erbracht. | 4,3             | 18,5            |